# Sauvagnon
Sauvagnon is een gemeente in het Franse departement Pyrénées-Atlantiques (regio Nouvelle-Aquitaine). De plaats maakt deel uit van het arrondissement Pau. Sauvagnon telde op 1 januari 2022 3.542 inwoners.

## Geografie
De oppervlakte van Sauvagnon bedroeg op 1 januari 2022 16,74 vierkante kilometer; de bevolkingsdichtheid was toen 211,6 inwoners per km².

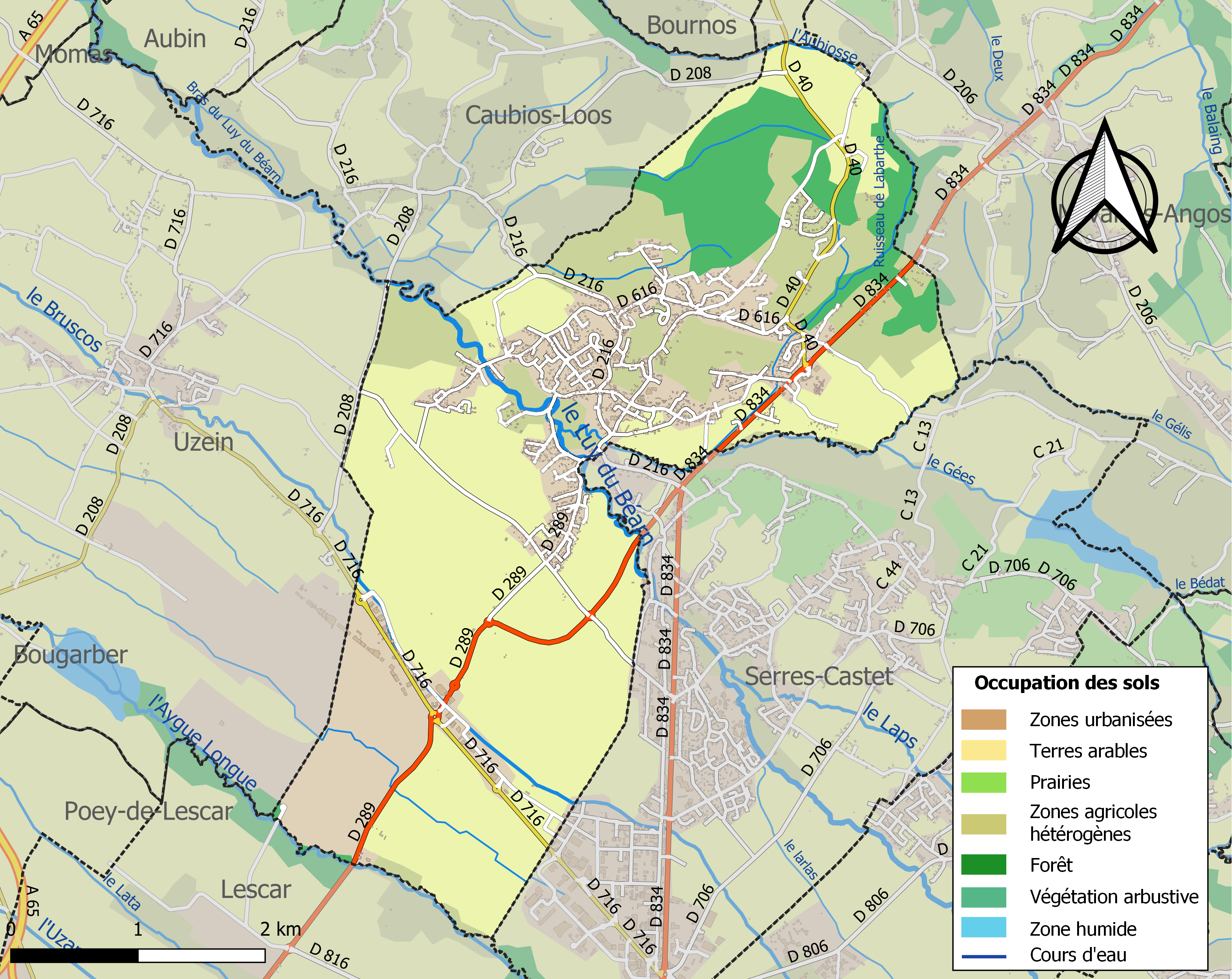
Kaart van de gemeente met de belangrijkste infrastructuur, bodemgebruik en omliggende gemeenten

## Demografie
Onderstaande figuur toont het verloop van het inwonertal (bron: INSEE-tellingen).